# استيبان غونزاليس
استيبان غونزاليس (بالإسبانية: Esteban Eduardo González)‏ (22 مايو 1982 بسانتياغو في تشيلي - ) هو مدرب كرة قدم ولاعب كرة قدم تشيلي في مركز الوسط. لعب مع نادي أوهيجينس ونادي بالستينو ويونيون إسبانيولا وهواتشيباتو وديبورتيس أنتوفاغاستا ونادي كونسيبسيون ‏ وديبورتيفو نوبلينس ‏ وبويرتو مونت ‏ ونادي كوبريلوا ورينجرز دي تالكا وأونيفرسيداد دي كونسيبسيون ‏.

## وصلات خارجية
- استيبان غونزاليس على موقع قاعدة بيانات كرة القدم.إي يو (الإنجليزية)
- استيبان غونزاليس على موقع Soccerway.com (الإنجليزية)
- استيبان غونزاليس على موقع AS.com (الإسبانية)